# ستيفان جانسون
ستيفان جانسون (بالسويدية: Stefan Jansson)‏ هو لاعب كرة قدم سويدي، ولد في القرن العشرين. لعب مع نادي يورغوردينس.